# Phyllachora punctifaciens
Phyllachora punctifaciens är en svampart som beskrevs av Petr. 1934. Phyllachora punctifaciens ingår i släktet Phyllachora och familjen Phyllachoraceae.   Inga underarter finns listade i Catalogue of Life.